# Powys (království)
Království Powys (velšsky Teyrnas Powys, latinsky Regnum Poysiae) bylo jedno z velšských království, které vzniklo poté, co se Římané stáhli z Británie. Království se nacházelo ve východním Walesu, bylo založeno na území obývaném Ordoviky a Cornovii.
Jeho hranice původně tvořilo Kambrické pohoří a zahrnovalo i oblast současného anglického regionu West Midlands. Součástí království byla i úrodná údolí řek Severn a Tern. V době římské správy bylo hlavním centrem této oblasti město Viroconium Cornoviorum (současný Wroxeter), čtvrté největší římské město v Británii.
Přesné datum vzniku je nejisté, dochovaly se jen záznamy o tom, že v době raného středověku vládl v království rod Gwerthrynion. Archeologické vykopávky dokazují, že město Viroconium Cornoviorum zůstalo obydlené i v 6. století a bylo zřejmě hlavním městem království.
Roku 1160 se království rozdělilo do dvou menších knížectví, severního a jižního. Svou samostatnost ztratil Powys roku 1282 po smrti Llywelyna ap Gruffydda, kterého coby panovníka království Gwynedd uznal i Powys za krále Walesu a po jehož smrti v tomto roce přešel do správy anglických panovníků.